# Bellevue-i Főiskola
A Bellevue-i Főiskola (Bellevue College, BC) az USA Washington államának Bellevue városában található felsőoktatási intézmény, a Washington State Board for Community and Technical Colleges tagja.

## Története
Az 1966-ban alapított Bellevue-i Közösségi Főiskola korábban a Bellevue-i Tankerület részeként működött. A 464 hallgatóval és 37 oktatóval megnyílt iskola első rektora Dr. Merle E. Landerholm volt; első évfolyama végzett. Az intézmény a Community College Act 1969 decemberi elfogadásával önálló főiskolává vált. 2009-ben a négyéves képzés elindításával nevéből eltávolították a „közösségi” jelzőt.
2020-ban felállították Erin Shigaki műalkotását, amely a második világháború során internált japán-amerikai gyerekeknek állított emléket. Az alkotáson szerepelt a japánellenes Miller Freeman való utalás, amelyet Gayle Colston Barge oktatásfejlesztési rektorhelyettes eltávolíttatott. Az ázsiai közösségből érkező kritikák miatt Barge és Jerry Weber, az egyetem rektora március 2-án bejelentették lemondásukat.

## Kampuszok
Az intézmény korábban a Newport Középiskola épületében működött. Az 1969-ben elkészült önálló épületet 1973-ban színházzal bővítették. A hallgatói szolgáltatási épületet 1993-ban, az L, N és R épületeket pedig 1998 és 2001 között adták át. Az első kollégium 2018-ban nyílt meg.
2011-ben a továbbképző központ a Microsoft egykori épületéből Bellevue északi részére költözött. 2010-ben az intézmény Issaquah városában 81 ezer négyzetméteres területet vásárolt.

## Hallgatói élet
Az intézményben több mint nyolcvan hallgatói szervezet (például a zsidó vagy muszlim hallgatók szövetkezete) működik.
A források elosztásáért felelős Associated Student Government tagjait évente választják; a programokat a hallgatók által negyedévente fizetett hozzájárulásból finanszírozzák.

## Média
Az 1973-ban indult, ultrarövidhullámon sugárzó KBCS rádióadó a főiskola székhelyéről sugároz. A csatorna finanszírozása részben adományokból, részben szponzorációs támogatásokból valósul meg. A College Channel tévéadón az egyetem előadásait és sportmérkőzéseit sugározzák.
Az 1967-ben alapított The Watchdog hetilap helyi híreket mutat be. Az újság részben egyetemi finanszírozásból, részben pedig a hirdetésekből származó bevételekből működik.

## Sport
A Northwest Athletic Conference-ben játszó sportegyesületnek kosárlabda-, labdarúgó-, golf- és teniszcsapatai is vannak. Az intézmény területén ezerfős baseballstadion (Courter Field), focipálya, valamint egy 2500 fős atlétikai centrum is van.

## Nevezetes személyek
- Blake Hawksworth, baseballozó[12]
- Evan Meek, baseballozó[13]
- Jim Caviezel, kosárlabdázó[14]

## Fordítás
- Ez a szócikk részben vagy egészben  a   Bellevue College című angol Wikipédia-szócikk ezen változatának fordításán alapul.  Az eredeti cikk szerkesztőit annak laptörténete sorolja fel. Ez a jelzés csupán a megfogalmazás eredetét és a szerzői jogokat jelzi, nem szolgál a cikkben szereplő információk forrásmegjelöléseként.